# Krachia cylindrata
Krachia cylindrata là một loài ốc biển, động vật chân bụng trong họ Cerithiopsidae, được tìm thấy ở các vùng nước thuộc châu Âu. Nó được Jeffreys mô tả năm 1885.